# Liste von Hochschulen im Irak
Diese Liste umfasst öffentliche und private Hochschulen im Irak.

## In Bagdad
| Name                                                    | Gouvernement | Träger    | Prom.- recht | Grün- dung | Studierende | Stand |
| ------------------------------------------------------- | ------------ | --------- | ------------ | ---------- | ----------- | ----- |
| al-Mustansiriyya-Universität                            | Bagdad       | staatlich |              | 1963       |             |       |
| Al-Nahrain University                                   | Bagdad       | staatlich |              | 1987       |             |       |
| Al-Iraqia University                                    | Bagdad       | staatlich |              | 1989       |             |       |
| Universität Bagdad                                      | Bagdad       | staatlich |              | 1957       |             |       |
| University of Technology, Iraq                          | Bagdad       | staatlich |              | 1975       |             |       |
| University of Information Technology and Communications | Bagdad       | staatlich |              |            |             |       |
| Uruk University                                         | Bagdad       | staatlich |              |            |             |       |
| Al-Rafidain University College                          | Bagdad       | staatlich |              |            |             |       |
| Al-Nisour University College                            | Bagdad       | staatlich |              | 2012       |             |       |
| Al-Mamoun University College                            | Bagdad       | privat    |              | 1990       |             |       |
| Al-Mansour University College                           | Bagdad       | privat    |              | 1988       |             |       |
| Alsalam University                                      | Bagdad       | privat    |              |            |             |       |
| Baghdad College of Economic Sciences University         | Bagdad       | privat    |              | 1996       |             |       |
| Dijlah University College                               | Bagdad       | privat    |              | 2004       |             |       |
| Madenat Alelem University College                       | Bagdad       | privat    |              | 2005       |             |       |
| Baghdad Pharmacy College                                | Bagdad       | privat    |              | 2000       |             |       |

## Außerhalb von Bagdad
| Name                                                 | Gouvernement | Träger    | Prom.- recht | Grün- dung | Studierende | Stand     |
| ---------------------------------------------------- | ------------ | --------- | ------------ | ---------- | ----------- | --------- |
| Al Mhutanna University                               | Al-Muthanna  | staatlich |              | 2007       |             |           |
| University of Babylon                                | Babil        | staatlich |              | 1991       | ≈10.000     |           |
| Universität Kirkuk                                   | Kirkuk       | staatlich |              | 2003       |             |           |
| University of Diyala                                 | Diyala       | staatlich |              | 1999       |             |           |
| Al Yarmouk University College                        | Diyala       | privat    |              | 1996       |             |           |
| University of Kufa                                   | Nadschaf     | staatlich |              | 1987       |             |           |
| Theologische Hochschule von Nadschaf                 | Nadschaf     | staatlich |              | 11. Jh     |             |           |
| Jabir ibn Hayyan Medical University                  | Nadschaf     | staatlich |              |            |             |           |
| Al-Furat Al-Awsat Technical University               | Nadschaf     | staatlich |              |            |             |           |
| University of Alkafeel                               | Nadschaf     | privat    |              | 2003       | ≈3600       |           |
| Sheikh Tusi University College                       | Nadschaf     | privat    |              | 2006       |             |           |
| The Islamic University                               | Nadschaf     | privat    |              | 2004       | ≈2000       |           |
| Thi-Qar University                                   | Dhi Qar      | staatlich |              | 2000       |             |           |
| Samara University                                    | Samarra      | staatlich |              | 2012       |             |           |
| Tikrit University                                    | Tikrit       | staatlich |              | 1987       | >12.000     |           |
| University of Karbala                                | Kerbala      | staatlich |              | 2002       |             |           |
| Ahlulbait University College                         | Kerbala      | privat    |              | 2003       |             |           |
| Universität Mossul                                   | Mossul       | staatlich |              | 1967       | ≈35.700     |           |
| University of Al-Qadisiyya                           | al-Qadisiyya | staatlich |              | 1987       | ≈21 154     |           |
| University of Anbar                                  | al-Anbar     | staatlich |              | 1987       | 23.869      | Nov. 2019 |
| Al Maarif University College                         | al-Anbar     | privat    |              | 1993       | >5.000      | Nov. 2019 |
| Wasit University                                     | Wasit        | staatlich |              |            |             |           |
| Al-Hadba'a University College                        | Mossul       | privat    |              | 1994       |             |           |
| Universität Basra                                    | Basra        | staatlich |              | 1967       | ≈19.090     |           |
| Basrah University College for Science and Technology | Basra        | privat    |              | 2015       | ≈200        |           |
| Iraq University College                              | Basra        | privat    |              |            |             |           |
| Konooz University College                            | Basra        | privat    |              |            |             |           |
| Shat Al Arab College                                 | Basra        | privat    |              |            |             |           |
| University of Misan                                  | Maisan       | staatlich |              | 2007       |             |           |
| Catholic University in Erbil                         | Erbil        | privat    |              | 2015       |             |           |
| Knowlege University                                  | Erbil        | privat    |              | 2009       | ≈4000       |           |